# Quercus edithiae
Quercus edithiae är en bokväxtart som beskrevs av Sidney Alfred Skan. Quercus edithiae ingår i släktet ekar, och familjen bokväxter. Inga underarter finns listade.